# Stornoquote
Die Stornoquote ist allgemein in der Wirtschaft der volumengewichtete Anteil der stornierten Verträge an den neu abgeschlossenen Verträgen oder den Verträgen im Bestand. Die Stornoquote spielt vor allem in der Versicherungswirtschaft eine Rolle.

## Allgemeines
Die Stornoquote ist besonders in Wirtschaftszweigen von Bedeutung, wo Aufträge oder Bestellungen nicht sofort in Produktion gehen, sondern zunächst als Auftragseingang registriert und dann zum Auftragsbestand werden. Der Zeitraum zwischen Auftrag/Bestellung und Lieferung ist mithin besonders groß. Je größer dieser Zeitraum ist, umso mehr steigt das Stornorisiko, also die Gefahr, dass Aufträge/Bestellungen durch die Auftraggeber storniert werden. Das ist insbesondere im Bauwesen, in Teilbereichen des verarbeitenden Gewerbes und bei Pauschalreisen der Fall. Außerdem spielen die Stornoquoten im Versicherungs- und Bausparwesen eine große Rolle.

## Ermittlung
Die Stornoquote {\displaystyle S_{q}} wird in der Industrie durch Gegenüberstellung der stornierten Aufträge/Bestellungen {\displaystyle AB_{s}} mit dem gesamten Auftragswert {\displaystyle A_{w}} ermittelt:
{\displaystyle S_{q}={\frac {AB_{s}}{A_{w}}}\cdot 100\,\%}.
Je mehr Stornierungen anfallen, umso höher steigt die Stornoquote und umgekehrt. Stornierungen führen dazu, dass die Kapazitätsauslastung sinkt und letztlich auch die auf die Stornierungen entfallenden Gewinnmargen fortfallen.

## Lebensversicherung
Der Storno ist die Kündigung oder der Abbruch eines Versicherungsvertrags vor dem Ende der vertragsgemäßen Laufzeit. Die Festigkeit des Neugeschäfts oder des Versicherungsbestands wird mit der Stornoquote gemessen. Sie ist das Verhältnis der vorzeitigen Vertragsauflösungen (vorzeitiger Abgang durch Kündigung, Beitragsfreistellung oder Rückkauf) in Prozent des eingelösten Neugeschäfts im Geschäftsjahr oder des mittleren Versicherungsbestandes. Höhere Stornoquoten gibt es häufig bei Versicherungen mit Strukturvertrieb.
Statistik
Der Gesamtverband der Deutschen Versicherungswirtschaft (GDV) setzt bei seiner Berechnung der Stornoquote den vorzeitigen Abgang an Beitragszahlungen und den mittleren laufenden Jahresbeitrag ins Verhältnis.
| Jahr | Stornoquote Lebensversicherungswirtschaft |
| ---- | ----------------------------------------- |
| 2002 | 4,9 %                                     |
| 2003 | 5,5 %                                     |
| 2004 | 5,6 %                                     |
| 2008 | 4,0 %                                     |
| 2009 | 3,9 %                                     |
| 2010 | 3,6 %                                     |
| 2011 | 3,5 %                                     |
| 2014 | 3,1 %                                     |
| 2017 | 3,7 %                                     |

Die Sornoquote ist nicht für alle Versicherer gleich hoch. Sie schwankt vielmehr zwischen den einzelnen Unternehmen stark (2004 zwischen 2,3 % und 24,5 %). Dies hängt unter anderem von der Art des Neugeschäfts, von dem Verhältnis des Neugeschäfts der letzten Jahre zum Bestand (jüngeres Geschäft hat eine höhere Stornoneigung) und von der Qualität des Vertriebs ab.
Stornorückstellungen
Für die Absicherung vorzeitiger Kündigungen bei Verträgen mit noch negativer Deckungsrückstellung in der Krankenversicherung, die mit positiven saldiert werden, wird in Höhe der erwarteten Stornierungen eine Stornorückstellung gebildet. Soweit in der Schaden- und Unfallversicherung Beitragsforderungen gebildet werden, die wegen Fortfalls oder Verminderung des Versicherungsrisikos noch entfallen können, wird für diesen Fall ebenso eine Stornorückstellung gebildet. In der Lebensversicherung wird keine Stornorückstellung gebildet, da hier die Korrektur der Forderungen auf fällige oder noch nicht fällige Beiträge, soweit letztere aufgrund der Verträge überhaupt angesetzt werden dürfen, direkt durch eine Pauschalwertberichtigung des betreffenden Aktivpostens erfolgt.
Die Stornoquote ist eine wichtige Kennziffer für die wirtschaftliche Lage eines Versicherers im Jahresabschluss. Das Stornorisiko besteht aus der Gefahr, dass der Versicherungsnehmer einen Versicherungsvertrag vor Ablauf der Versicherungsdauer kündigt. Dieser Gefahr darf durch Stornorückstellungen begegnet werden. Sie sind gemäß § 31 Abs. 1 Nr. 1 RechVersV sonstige versicherungstechnische Rückstellungen in der Bilanz und decken das Stornorisiko einer Kündigung oder eines Rückkaufs durch den Versicherungsnehmer ab.
Die erwartete Stornoquote wird bei verschiedenen Bewertungsmethoden für Versicherungsverträge, z. B. der Stornorückstellung, dem beizulegenden Zeitwert und dem Embedded Value, berücksichtigt, um die Entwicklung des Bestandes auch infolge von Storno abzubilden.

## Bausparwesen
Im Bausparwesen ist die Stornoquote das Verhältnis der Bausparsummen der Bausparverträge, die im Geschäftsjahr vor der vollen Bezahlung der Abschlussgebühr aufgelöst wurden zum abgeschlossenen Neugeschäft des Geschäftsjahres.

## Pauschalreisen
Im deutschen Reiserecht heißt die Stornierung „Rücktritt vor Reisebeginn“ und ist in § 651h BGB geregelt. Danach kann der Reisende jederzeit vom Reisevertrag zurücktreten, wodurch der Reiseveranstalter seinen Anspruch auf den vereinbarten Reisepreis zwar verliert, anstatt dessen jedoch eine angemessene Entschädigung verlangen darf. Diese Vorschrift erlaubt die Festlegung angemessener Entschädigungspauschalen in vorformulierten Allgemeinen Reisebedingungen etwa hinsichtlich des Zeitraums zwischen der Rücktrittserklärung und dem Reisebeginn. Diese Entschädigung gleicht zwar entstandene Kosten aus, aber nicht die Gewinnausfälle. Das Stornorisiko besteht darin, dass der Reiseveranstalter die durch Stornierung freiwerdenden Reisen nicht mehr verkaufen kann.

## Ursachen
Als Ursachen für Stornierungen kommen insbesondere in Frage:
- Schlechte Kundenberatung: Der Bedarf des Kunden wird im Rahmen der Bedarfsanalyse nicht genau erforscht;
- unseriöse Verkaufsgespräche: „Aufschwatzen“ von Verträgen durch Hochdruckverkauf (englisch high-pressure selling) oder Drückerkolonnen im Vertrieb;
- eingetretene Bedarfsverschiebung beim Kunden;
- ungewöhnlich lange Wartezeiten bis zur Lieferung;
- Mängel in der Produktqualität;
- verschlechterte Firmenreputation.

Diese Ursachen können kombiniert oder isoliert auftreten.

## Verringerung des Stornorisikos
Alle von Stornierungen betroffenen Unternehmen müssen ein Stornomanagement (englisch churn management) zur Reduzierung der Stornoquote installieren, das auf die nachhaltige Senkung des Stornorisikos abzielt. Es hat die Aufgabe, auf der Grundlage einer Fehler-Ursachen-Analyse die Schwachstellen aufzudecken, die für eine hohe Stornoquote verantwortlich sind. Dazu ist in der Produktion ein Qualitätsmanagement erforderlich, im Vertrieb und der Kundenbetreuung ein Beschwerdemanagement und die Verbesserung der Vertriebsstrategie.